# Cai Lun
Cai Lun (în chineza tradițională: 蔡倫; în cea simplificată: 蔡伦; pinyin: Cài Lún; Wade-Giles: Ts'ai Lun) (c. 50 d.Hr. - 121), al cărui prenume social era Jìngzhòng (敬仲), a fost un eunuc chinez, funcționar al curți imperiale (pe timpul dinastiei Han), cunoscut mai ales ca inventator al hârtiei și al procesului fabricării acesteia.

## Viața
După ce a slujit ca eunuc de curte până în 75 î.Hr., Cai Lun primește, de la împăratul Han Hedi, diverse titluri printre care și cel de Shang Fang Si, prin care era autorizat să facă negoț cu arme și scule.

## Inventarea hârtiei
În anul 105, Cai Lun are ideea de a fabrica hârtie din coji de copaci (în special dud), fibră de in, cânepă, textile vechi, plase de pescuit.
Hârtia obținută s-a dovedit a fi de calitate mai bună și chiar mai ieftină decât cea de până atunci, obținută din bambus sau mătase.
Ulterior procesului de fabricație i-au fost aduse diverse îmbunătățiri, la aceasta contribuind și Tso Po, ucenicul lui Cai Lun, și metoda a fost adoptată fără întârziere în întreaga Chină și apoi în toată lumea.